# جيم ميريت (لاعب كرة قاعدة)
جيم ميريت (بالإنجليزية: Jim Merritt)‏ هو لاعب كرة قاعدة أمريكي، ولد في 9 ديسمبر 1943 في ألتادينا في الولايات المتحدة.

## وصلات خارجية
- جيم ميريت على موقع دوري كرة القاعدة الرئيسي (الإنجليزية)
- جيم ميريت على موقعبيزبول رفرنس.كوم (الدوري الرئيسي) (الإنجليزية)
- جيم ميريت على موقعبيزبول رفرنس.كوم (الدوري الثانوي) (الإنجليزية)
- جيم ميريت على موقع إي إس بي إن.كوم (أم.أل.بي) (الإنجليزية)
- جيم ميريت على موقع مشجعي الرسوم البيانية (الإنجليزية)